# Corriere Italiano (1865-1907)

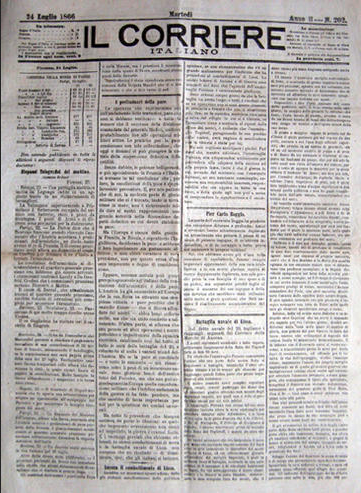
La Prima pagina del Corriere Italiano del 24 luglio 1866 (Battaglia di Lissa).

Il Corriere Italiano fu un quotidiano italiano fondato a Firenze nel 1865. Fu edito fino al 1907.

## Storia
Nel 1865, Firenze, nuova capitale d'Italia, divenne il centro della politica italiana. L'imprenditore lombardo Antonio Civelli, già editore del foglio milanese La Lombardia, decise di fondarvi un giornale.
Rilevò una testata che aveva chiuso in febbraio , e ne fece un quotidiano politico. Chiamò alla direzione Giuseppe Augusto Cesana, giornalista anch'egli milanese, che aveva fondato una gazzetta a Torino.
Il quotidiano si schierò con i democratici. Nel 1866 durante la terza guerra d'indipendenza, il Corriere raggiunse la tiratura, per quei tempi considerevole, di venticinquemila copie.

## Direttori
- Giuseppe Augusto Cesana (1865-1869)
- Emilio Biraghi (1869-1889)
- Luigi Bertelli (1889)

## Firme
La critica teatrale nei primi anni fu tenuta da Enrico Montazio, cui seguì, dopo il 1890, Enrico Corradini.

Lavorò nel quotidiano fiorentino come impiegato d'amministrazione Luigi Cesana, il figlio di Giuseppe Augusto, che nel 1878 fondò a Roma Il Messaggero.